# Ciril III d'Alexandria
Ciril III (àrab: كيرلس الثالث, Kīrulus aṯ-Ṯāliṯ) (al-Fayyum, ? - ?, 10 de març de 1243), nascut Dàwud ibn Làqlaq al-Fayyumí (àrab: داود بن لقلق الفيومي, Dāwud b. Laqlaq al-Fayyūmī), fou el 75è papa copte ortodox i patriarca d'Alexandria. El seu episcopat durà set anys, vuit mesos i 23 dies, des del diumenge 17 de juny de 1235 (23 de paoni de 951 AM) fins al dimarts 10 de març de 1243 (14 de baramhat de 959 AM). Abans de la seva ordenació la seu episcopal va estar vacant durant 19 anys, en part degut a les tensions entre els tres candidats que competien per al càrrec, inclòs el mateix Ibn Laqlaq. La seva ordenació fou controvertida, i se'l recorda com un amant dels diners que no ordenà cap bisbe, sacerdot o diaca sense cobrar, una pràctica anomenada simonia.
El 1238 ordenà un nou conjunt de cànons per a l'església copta i les seves dependències a Etiòpia, Núbia i Cirenaica.
Després de la mort de Ciril III, la seu de sant Marc romangué vacant 7 anys, 6 mesos i 28 dies, fins que fou escollit papa Atanasi III d'Alexandria, el diumenge 9 d'octubre de 1250. El tron apostòlic romangué vacant perquè una intensa persecució no permeté els coptes triar un successor.
Ciril III fou enterrat al monestir de la Cera, a Giza. En el seu temps, la residència papal estava a l'Església Penjant del Caire copte.
El pontificat del papa Ciril III d'Alexandria (1235-1243) coincidí amb els regnats dels sultans aiúbides al-Kàmil (1218-1238), al-Àdil II (1238-1240) i el seu germà as-Sàlih Ayyub (1240-1249).

## Ordenació
El seu predecessor, el papa Joan VI d'Alexandria, el 74è papa d'Alexandria, morí l'any 1216 afligit per la conversió a l'islam de la població cristiana de la Pentàpolis de Cirenaica, a l'est de Líbia, tot i que havia ordenat un bisbe per a la Pentàpolis després d'un llarg període en què no hi hagué bisbe, per tal d'enfortir l'església en aquella zona. Joan VI procedia d'una família rica abans de la seva ordenació, però dugué una vida senzilla i usà la seva riquesa familiar per pagar les seves despeses i les del Patriarcat i les dels seus ajuts. No volia carregar amb les seves despeses l'església ni la seva gent, i per això visqué sempre mantenint-se a si mateix i als seus companys, feu caritat als pobres amb els seus propis diners i es negà a respondre a les peticions dels líders de l'Església d'Alexandria per als pagaments de les arques de l'església (com era costum abans d'ell). Així, en el seu temps, s'acumularen diners suficients a les arques de l'Església. Això cridà l'atenció d'un poderós monjo i sacerdot anomenat Dàwud ibn Làqlaq al-Fayyumí, que desitjava apoderar-se d'aquests diners. Joan VI fou patriarca durant 27 anys (1189-1216). Aquest senzill papa havia predit abans de la seva marxa que «el dolor cauria sobre l'església i la seva gent i el Senyor establiria un home que vindria d'on no sabien». Joan VI morí descontent per l'estat de coses de l'Església i descontent dels plans de Dàwud ibn Làqlaq.
L'ordenació de Ciril III fou controvertida. El mateix dia que Joan VI morí, els partidaris del sacerdot i monjo Dàwud ibn Làqlaq van començar a pressionar per la seva consagració com a patriarca, a instàncies seves. Tanmateix, hi hagué una gran oposició a la seva consagració. L'elecció d'Ibn Làqlaq rebé el suport de molts personatges poderosos, inclòs el sultà aiúbida al-Àdil I (1200-1218). Tot i així, no fou escollit i s'entrà en un punt mort, ja que els seus partidaris eren prou poderosos per bloquejar l'elecció de qualsevol altre candidat. Així, la seu episcopal romangué vacant durant 19 anys. Fou el període més llarg sense patriarca a la seu del bisbe d'Alexandria en tota la història de l'Església Ortodoxa Copta. Finalment, però, Dàwud fou elegit patriarca, tot i l'oposició de molta gent.

## Bisbe copte de Jerusalem
Ciril emprà el creixent poder militar i polític d'Egipte sobre Jerusalem per a ordenar un bisbe copte ortodox a la seu de Jerusalem, cosa que fins aleshores havia estat una prerrogativa del patriarca d'Antioquia. Això feu enfadar el patriarca Ignasi III David, que prengué represàlies intentant sense èxit designar l'abuna o metropolità de l'Església Ortodoxa Etíop. Aquest fou un incident molt rar entre les dues esglésies, ja que, en general, la seva relació ha estat una de les més fortes entre dues esglésies.

## Simonia
Encara que inicià el seu papat complint les lleis de l'Església copta que prohibien la simonia, aviat començà a vendre càrrecs a l'església. Els bisbes de l'Església Copta es van reunir en un sínode per intentar evitar-ho. Van decidir celebrar un concili general del clergat i els arconts per estudiar la situació i fer recomanacions. El sultà as-Sàlih Ayyub (1240–1249) prengué la iniciativa i convocà aquest concili. Es creu que Ciril III subornà la cort califal amb 12.000 dinars i per això pogué influir en el veredicte, continuant amb la pràctica de la simonia.

## La mort
Malgrat l'oposició a Ciril, aquest pogué governar l'església amb relativa pau fins a la seva mort el 1243. El seu pontificat durà set anys, nou mesos i deu dies, i fou enterrat al monestir de Cera (Dair El-Shamaa), a Guiza. Després de la seva mort, el tron de Sant Marc romangué vacant altres set anys.